# Lichenomima lienhardi
Lichenomima lienhardi (лат.) — вид сеноедов рода Lichenomima из семейства Myopsocidae. Южная Америка: Колумбия (департамент Амасонас). Этот вид посвящен швейцарскому энтомологу Чарльзу Линхарду (Charles Lienhard) за его большой вклад в изучение сеноедов мировой фауны. Мелкие насекомые, длина переднего крыла около 3 мм. Основная окраска тела коричневая. По форме гипандрия, эпипрокта и парапрокта он близок к L. ariasi, но в отличие от него имеет базально расширенную фаллосому, наружные парамеры дистально расширены, изогнуты, сильно наклонены, эдеагус апикально расширен и эндофаллическая мембрана с апикальными шиповидными отростками. Голова коричневая, вершина, часть лба, постклипеус и щёки темнее; сложные глаза темно-коричневые; оцеллии гиалиновые, с охристыми полумесяцами. Антенны бледно-коричневые; нижнечелюстные щупики коричневые, членик Mx4 дистальнее темнее. Грудь коричневая, с кремовыми пятнами. Ноги бледно-коричневые. Передние крылья с бледно-коричневыми пятнами, жилки коричневые, некоторые пунктированные; алярный край, субкостальная, R1 и анальная жилки пунктированные, птеростигма со светлыми и коричневыми пятнами, жилка m с темно-коричневым пятном в дистальной части. Задние крылья дымчатые, с коричневыми жилками, с костальной жилкой, пунктированной дистально. Брюшко бело-кремовое, клуниум бледно-коричневый, гипандрий темно-коричневый, парапрокты и эпипрокт светло-коричневые, фаллосома темно-коричневая.  Заднее крыло с жилками Rs и M, соединёнными поперечной жилкой.